# Американски бибан
Американският бибан (Polyprion americanus) е вид бодлоперка от семейство Polyprionidae.

## Разпространение и местообитание
Този вид е разпространен в Австралия (Виктория, Западна Австралия, Нов Южен Уелс и Южна Австралия), Аржентина, Асенсион и Тристан да Куня, Белгия, Бразилия, Великобритания, Дания, Ирландия, Испания (Канарски острови), Италия, Кабо Верде, Канада (Нова Скотия и Нюфаундленд), Нидерландия, Нова Зеландия (Северен остров и Южен остров), Норвегия, Остров Света Елена, Португалия, САЩ (Вашингтон, Вирджиния, Джорджия, Мериленд, Ню Джърси, Северна Каролина, Флорида и Южна Каролина), Уругвай, Франция и Южна Африка.
Обитава крайбрежията и пясъчните дъна на океани, морета, заливи, рифове и реки в райони с тропически климат. Среща се на дълбочина от 40 до 3371 m, при температура на водата от 3,2 до 18,4 °C и соленост 33,3 — 36,1 ‰.

## Описание
На дължина достигат до 2,1 m, а теглото им е не повече от 100 kg.